# The Power of Nightmares
The Power of Nightmares (Moc nočních mur), s podtitulem The Rise of the Politics of Fear (Vzestup politiky strachu), je britská trilogie dokumentárních filmů, napsaná, vyrobená a provázená Adamem Curtisem. Série sestává ze tří hodinových filmů, tvořených většinou sestřihem archivního materiálu, kterými Curtis diváka provází. Poprvé byla série vysílána ve Velké Británii v roce 2004 a následně byla pouštěna v mnoha zemích a filmových festivalech, včetně MFF v Cannes o rok později.
Díly série se jmenují:
1. Baby It's Cold Outside (Miláčku, venku je zima)
2. The Phantom Victory (Přelud vítězství)
3. The Shadows in the Cave (Stíny v jeskyni)

Série The Power of Nightmares porovnává vzestup amerického neokonzervativního hnutí s radikálním Islámismem a zdůrazňuje jejich společné prvky. Navíc namítá, že hrozba radikálního islámismu jakožto masová, zlověstná síla zkázy ve formě Al-Káidy je ve skutečnosti mýtus páchaný politiky v mnoha zemích – zejména americkými neokonzervatisty – ve snaze sjednotit a podnítit své lidi, plnící jejich utopické ideologie.

The Power of Nightmares byl kritikou chválen jak ve Velké Británii tak ve Spojených státech. Jeho poselství a obsah byl též předmětem různých kritik (jak konzervativně tak progresivně smýšlejících).